# Archidiocèse de Varsovie, Métropole de toute la Pologne
Pour les articles homonymes, voir Diocèse de Varsovie.
L'archidiocèse de Varsovie est le territoire de l'archevêché orthodoxe de Varsovie.
L'évêque de Varsovie porte le titre d'archevêque de Varsovie et de toute la Pologne.
Il est à la fois le chef, responsable de son archevêché, et le primat de l'Église orthodoxe de Pologne qui préside le Saint-Synode de cette Église.
L'archevêché est l'une des six métropoles qui composent l'Église orthodoxe de Pologne.